# Хронологія еволюції
Хроноло́гія еволю́ції — датування еволюційних подій. Тут перелічено основні події історії життя на Землі (див. також статті «Історія Землі» й «Геохронологічна шкала»). Наведені дати приблизні й при появі нових знахідок можуть змінюватися (зазвичай у бік збільшення віку).

## Докладна хронологія
- Ma («мегааннум») — «мільйонів років тому», ka — «тисяч років тому» і рт — «років тому».
- Вимирання із «Великої п'ятірки» відмічені символом †.
- Посилання виду [Доп. №] містять додаткові зауваження чи інформацію.

### Гадейський еон
4,6 — 4,0 мільярдів років тому
Розпочався з формування нашої планети.
| Час (млрд років тому) | Подія |
| --------------------- | --- |
| 4,6                   | Із акреційного диску, який обертається навколо Сонця, формується планета Земля. |
| 4,5                   | Згідно з панівною теорією гігантського зіткнення, Земля зіштовхується з планетою Тейя. Тейя сформувалася в точці Лагранжа L4 чи L5. Коли її маса досягла 10 % від земної, гравітаційні пертурбації від планет призводять до того, що Тейя залишає стабільну лагранжеву орбіту і зрештою стикається з Землею. В результаті велика частина її речовини разом із частиною речовини земної мантії були викинуті на орбіту навколо молодої Землі. З цих уламків утворився прото-Місяць, що обертався по орбіті радіусом близько 60 000 км. Від удару Земля отримала різкий приріст швидкості обертання (один оборот за 5 годин) і помітний нахил осі обертання. Місяць набув круглої форми за час від одного до ста років після зіткнення. Гравітація Місяця стабілізує вісь обертання Землі й створює умови для виникнення життя. Але деякі дані свідчать, що Місяць міг сформуватися значно пізніше, приблизно 4,36 млрд років тому. |
| 4,1                   | Поверхня Землі охолоджується достатньо, щоб затверділа кора. Формуються земна атмосфера та океани. Відбувається випадіння поліциклічних ароматичних вуглеводнів, по краях океанічних плато утворюються сульфіди заліза, що могло призвести до формування РНК-світу конкуруючих органічних структур. |
| 4,5 — 3,5             | Виникнення життя, що, можливо, взяло початок від молекул РНК, здатних самовідтворюватись. Відтворювання цих організмів вимагало ресурсів: енергії, простору і крихітної кількості матерії. Їх незабаром стало не вистачати, що призвело до суперництва і природного добору, який вибирав ті молекули, які були ефективніші у відтворенні. Потім основною відтворюваною молекулою стала ДНК. Архаїчний геном невдовзі розвинув внутрішні мембрани, які надали стабільне фізичне і хімічне середовище для подальшого сприятливого розвитку, створивши протоклітини. |
| 3,9                   | Пізнє важке бомбардування — час максимальної частоти падінь метеоритів на внутрішні планети. Це могло б знищити будь-яке тодішнє життя, однак не виключено, що в гідротермальних джерелах під поверхнею землі могли вижити деякі мікроби (термофіли); чи навпаки, метеорити могли занести життя на Землю. |
| 3,9 — 2,5             | Виникають клітини, схожі на прокаріотів. Ці перші організми — хемотрофи. Використовуючи діоксид вуглецю як джерело вуглецю, вони окислюють неорганічні матеріали, щоб отримати енергію. Пізніше прокаріоти розвивають гліколіз, набір хімічних реакцій, що вивільняє енергію з органічних молекул, таких як глюкоза, і зберігають її в хімічних зв'язках АТФ (аденозинтрифосфат). Гліколіз (і АТФ) продовжують використовуватися майже всіма організмами і понині. |

### Архейський еон
4000 — 2500 млн років тому
| Час (млн років тому) | Подія |
| -------------------- | --- |
| 3500                 | Час життя останнього універсального спільного предка; відбувається розділення на бактерії і археї. Бактерії розвивають примітивні форми фотосинтезу, які спочатку не виробляють кисень. Ці організми виробляють АТФ (нуклеотид, який грає виключно важливу роль в обміні енергії і речовин) за допомогою електрохімічного градієнту, в спосіб, який досі використовують фактично всі організми. |
| 3400                 | В викопних шарах з'являються перші скам'янілості мікробів, метаболізм яких використовував сірковмісні сполуки. |
| 3000-2700            | З'являються фотосинтезуючі ціанобактерії; вони використовують воду як відновник, виробляючи в результаті кисень як відходи. Більшість останніх досліджень, однак, говорять про пізніший час — 2700 млн років. На початковій стадії кисень окислює залізо, розчинене в океанах, створюючи залізну руду. В атмосфері істотно підвищується концентрація кисню, отруйного для багатьох видів бактерій. Місяць все ще дуже близько до Землі і викликає припливи висотою до 300 метрів, а на поверхні постійно дмуть ураганні вітри. Можливо, таке потужне перемішування навколишнього середовища простимулювало еволюційні процеси. |

### Протерозойський еон
2500 — 541 млн років тому
Найтриваліший еон історії Землі почався зі зміни загального характеру атмосфери.
Протерозой поділяється на три ери: палеопротерозой █ (2500—1600), мезопротерозой █ (1600—1000) і неопротерозой █ (1000—541).
| Час (млн років тому) |  | Подія |
| -------------------- |  | --- |
| Біля 2400            |  | Відбувається киснева катастрофа — глобальна зміна складу атмосфери Землі. Анаеробні організми виробляють кисень, який, реагуючи з залізом, утворює магнетит (Fe3O4, оксид заліза). Цей процес вичистив залізо з океанів. Після окислення заліза та інших здатних до цього речовин кисень почав накопичуватися в атмосфері. |
| Біля 1850            |  | З'являються клітини, які містять ядро — еукаріоти. Еукаріотична клітина містить органели, які виконують різні функції і оточені мембраною. За теорією симбіогенеза, деякі органели, наприклад мітохондрії або хлоропласти (що грають роль «живих електростанцій», виробляючи АТФ) виникли від прокаріотів шляхом симбіозу. Спочатку ці органели були окремими організмами, симбіонтами, які співіснували з іншими клітинами і допомагали здійснювати їм деякі функції. Згодом вони були захоплені своїми господарями, поступово втратили здатність до самостійного існування і перетворилися на органоїди (органели). Перехід клітин до виробництва енергії з використанням мітохондрій став еволюційної революцією, оскільки дозволив подальший розвиток ядерних клітин і ускладнення їх внутрішньої структури. |
| Біля 1200            |  | У червоних водоростей вперше виникає статеве розмноження, збільшуючи швидкість еволюції. |
| 1200                 |  | Розвиваються перші багатоклітинні організми, які в основному складаються з колоній клітин обмеженої складності. Поява червоних водоростей у викопних шарах. З'являються перші неморські еукаріоти. |
| 1060—760             |  | Вперше з'являються гриби. |
| 850—630              |  | Могло відбутися глобальне зледеніння. Думки вчених про те, збільшило чи зменшило це розмаїття видів і швидкість еволюції, розділяються. |
| 580—500              |  | Едіакарська біота — перша стадія складного багатоклітинного життя Це були дивні довгасті здебільшого нерухомі організми, які формою нагадували листя. Викопні сліди, залишені по всьому світу, показують їх явну двосторонню (білатеральну) симетрію. Багато в чому вони лишаються загадковими. Окрім симетрії у сприггіни намітилася «голова», утворена першими двома сегментами, і основне «тіло», що звужується до «хвоста». Ці риси будуть повторюватися у багатьох складних організмів. Перше свідчення про статеве розмноження у тварин — Funisia, а також перші викопні свідоцтва появи зубів, травного тракту і ануса у Markuelia. |
| 580—540              |  | Запаси атмосферного кисню дозволяють сформуватися озоновому шару. Він блокує ультрафіолетове випромінювання, дозволяючи організмам вийти на суходіл. Перші ознаки існування реброплавів. У 2008 році було описано викопне безхребетне Eoandromeda, яке існувало 580 млн років тому. Однак деякі вчені відносять його до царства Vendobionta. Перші викопні свідоцтва морських губок та коралових поліпів (корали та актинії). |

### Фанерозойський еон
Від 541 млн років тому дотепер

#### Палеозойська ера
541—252 млн років тому
Палеозой поділяється на ранній: кембрій █ (541—485), ордовик █ (485—444), силур █ (444—419)
І пізній: девон █ (419—359), карбон █ (359—299) і перм █ (299—252).
| Час (млн років тому) |  | Подія |
| -------------------- |  | --- |
| 540-500              |  | Кембрійський вибух — відносно швидка (всього за кілька мільйонів років) поява в палеонтологічному літописі більшої частини сучасних біологічних типів, супроводжуване значним збільшенням видового різноманіття в інших, включаючи тварин, фітопланктон і кальціомікробів. Відбувається значна диверсифікація живих істот в океанах: хордові, членистоногі (наприклад, трилобіти та ракоподібні), голкошкірі, молюски, плечоногі, форамініфери, радіолярії та інші. Знадобилося 3 мільярди років для появи багатоклітинних організмів, але всього 70—80 мільйонів років для того, щоб швидкість еволюції зросла на порядок (за співвідношенням швидкості вимирання і виникнення нових видів) і спричинила основну частину сьогоднішнього видового розмаїття               |
| 530                  |  | Перші викопні відбитки слідів на землі датуються 530 млн років і вказують на те, що ранні тварини досліджували сушу ще до появи там рослин. |
| 525                  |  | Найбільш ранні граптоліти. |
| 510                  |  | Перші головоногі (наутилоїдеї) і панцирні молюски. |
| 505                  |  | Сланці Берджес (Burgess Shale) — перше відоме багате місцезнаходження скам'янілостей кембрійських тварин. Там було знайдено десятки тисяч зразків. Більшість з цих тварин мали дивну і ні на що не схожу будову як, наприклад, п'ятиока Opabinia, м'якотіла Wiwaxia з відростками-шипами на спині, перший великий хижак на землі Anomalocaris («незвичайна креветка»), що довго «ховався» від дослідників, чи одна з найзагадковіших копалин, Hallucigenia sparsa, назва якій була дана за «дивний вигляд, який ніби з'явився з сну». Зовнішній вигляд і походження багатьох цих істот залишаються предметом суперечок. У сланцях Берджес іноді зберігаються навіть відбитки м'яких тканин, що зробило їх одним з найвідоміших місцезнаходжень і найкращим у своєму роді. |
| 485                  |  | Перші безщелепні хребетні зі справжніми кістками. |
| 450                  |  | На суші з'являються норки двопарноногих, а в морі — конодонти та морські їжаки. |
| 443,7                |  | † Ордовицьке вимирання, в результаті якого вимерло понад 60 % морських безхребетних, включаючи дві третини всіх родин брахіопод та мохуваток. |
| 440                  |  | Давні панцирні безщелепні: гетеростраки, галеаспіди та пітуріаспіди. |
| 434                  |  | Перші наземні рослини, які пішли від зелених водоростей. Рослини супроводжували гриби, які могли допомагати їм завойовувати суходіл за допомогою симбіозу. |
| 428                  |  | Перше викопне свідоцтво сухопутного членистоногого. |
| 420                  |  | Ранні променепері риби, панцирні павуки (Trigonotarbida) і сухопутні скорпіони. |
| 410                  |  | Перші ознаки появи зубів у риб. Найбільш ранні наутиліди (Nautilida), плауноподібні і тримерофіти (Trimerophytophyta). |
| 407                  |  | Перша викопна деревина. Рослини діаметром близько 3-5 сантиметрів, імовірно, були предками лігнофітів (lignophytes) |
| 395                  |  | Перші лишайники та харові водорості (найближчі родичі земних рослин). Ранні косарики, кліщі, шестиногі (коллемболи) і амоніти. |
| 374                  |  | † Девонське вимирання знищує близько 19 % родин і 50 % родів. Воно стає одним із найбільших вимирань в історії земної флори та фауни. Зникають майже всі безщелепні. |
| 363                  |  | На початок кам'яновугільного періоду Земля починає скидатися на сучасну. Комахи вже повзають по суші і скоро попрямують у небо; в океанах плавають акули — найкращі хижаки, а рослини, які розсипають насіння, вже покрили земну твердь, і вже скоро виростуть і розростуться перші ліси. Чотириногі тетраподи потроху адаптуються до світу, який змінився, і, окупуючи суходіл, починають вести сухопутний спосіб життя. |
| 360                  |  | Перші краби та папоротевидні. На землі домінують насіннєві папороті. |
| 350                  |  | Перші великі акули, химерові і міксини. |
| 340                  |  | Диверсифікація земноводних. |
| 330                  |  | Перші хребетні-амніоти — палеотіріс (Paleothyris). |
| 320                  |  | Синапсиди відокремлюються від завропсид (рептилій) ближче до кінця кам'яновугільного періоду. Поява найдавнішого викопного бурштину. Його унікальні властивості дозволяють зберігати частини організмів, які не залишають слідів у скам'янілостях. |
| 312                  |  | Поява найдревнішого на сьогодні відбитка тіла комахи, предка одноденки. |
| 305                  |  | Найбільш ранні рептилії-діапсиди (наприклад, петролакозаври (Petrolacosaurus)). |
| 280                  |  | Найперші жуки (твердокрилі). Насіннєві рослини і хвойні дерева набувають різноманітності, в той час як лепідодендралії (Lepidodendrales) і сфенопсиди поступово вимирають. Збільшується видове розмаїття земноводних (темноспондильні) і пелікозаврів. В океанах з'являються перші гелікопріони. |
| 251,4                |  | †Масове пермське вимирання знищує понад 90-95 % морських видів. Наземні організми постраждали не так сильно як морська біота. Таке своєрідне «розчищення столу» могло призвести до майбутнього видового розмаїття, однак буде потрібно приблизно близько 30 мільйонів років, щоб життя на Землі повністю відновилося. |

#### Мезозойська ера
Від 252,2 до 66,0 млн років тому
Поділяється на три геологічних періоди: тріас █ (252,2 — 201,3), юра █ (201,3 — 145,0) і крейда █ (145,0 — 66,0).
| Час (млн років тому) |  | Подія |
| -------------------- |  | --- |
| 251,4                |  | Починається Мезозойська морська революція: множиться кількість хижаків і вони все більше тиснуть на малорухомі види морських істот. Здобич, у свою чергу, пришвидшує адаптацію. |
| 245                  |  | Найбільш ранні іхтіоптеригії. |
| 240                  |  | Зростає видове розмаїття гомфодонтних цинодонтів і ринхозаврів. |
| 230                  |  | Перші динозаври. |
| 225                  |  | Перші серцевидкові двостулкові, видоутворення у саговникоподібних, беннетитових і хвойних. Перші костисті риби. |
| 220                  |  | Ліси голонасінних домінують на суші; травоїдні досягають гігантських розмірів і набувають довгий кишечник, необхідний для кращого перетравлення рослин, бідних поживними речовинами. Перші двокрилі та черепахи (одонтохеліси). Перші динозаври целофізоїди. |
| 215                  |  | Перші ссавці (наприклад еозостродон, Eozostrodon). Невелика кількість видів хребетних вимирає. |
| 200                  |  | Перше достовірне свідчення появи вірусів (принаймні, групи джемінівірусів, Geminiviridae). Великі вимирання серед наземних хребетних, зокрема, великих земноводних. З'являються найраніші види анкілозаврів. |
| 199,6                |  | †Тріасове вимирання знищує всіх конодонтів, що становили 20 % від всіх морських родин, всіх широко поширених круротарзів, багатьох земноводних і останніх терапсид. Зникає щонайменше половина відомих на сьогодні видів, що жили на Землі в той час. Ця подія звільняє екологічні ніші і дозволяє динозаврам почати домінувати на суші. Тріасове вимирання пройшло менше ніж за 10 000 років, безпосередньо перед тим як Пангея почала розпадатися на частини. |
| 195                  |  | Перші птерозаври дорігнатуси (Dorygnathus). Перші динозаври-завроподи. Збільшення видового різноманіття маленьких птахотазових динозаврів: гетеродонтозаврід, фаброзаврід (Fabrosauridae) і сцелідозаврід. |
| 190                  |  | Пліозаври з'являються в скам'янілостях. Перші метелики (археолепіси, Archaeolepis), раки-самітники, сучасні морські зірки, неправильні морські їжаки, двостулкові корбуліди (Corbulidae) і мохуватки (tubulipore bryozoans). Масштабний розвиток губкових рифів. |
| 176                  |  | Перші стегозаври. |
| 170                  |  | Найперші саламандри, тритони, кріптоклідіди і еласмозавріди (Elasmosauridae) (плезіозаври), і ссавці кладотерії. Цинодонти вимерли, тоді як видів завроподів стало більше. |
| 165                  |  | Перші скати і двостулкові гліцімерідіди (Glycymerididae). |
| 161                  |  | У палеонтологічному літописі з'являються цератопси (йінлонг, Yinlong). |
| 160                  |  | Перший плацентарний ссавець Juramaia sinensis («юрська мати з Китаю»), предок всіх вищих тварин і людини, виявлений у провінції Ляонін, Китай. |
| 155                  |  | Перші комахи, що ссуть кров (мокреці), рудистові двостулкові і хейлосомні мохуватки. В палеонтологічному літописі з'являється археоптерикс, один із перших птахів, а також ссавці триконодонтиди і симметродонти. Збільшилось розмаїття у стегозаврів (Stegosauria). |
| 130                  |  | Зростання різноманітності покритонасінних (квіткових рослин): вони розвивають спеціальні структури, які залучають комах та інших тварин, щоб з їх допомогою забезпечувати запилення. Така інновація викликала бурхливий еволюційний розвиток через коеволюцію. Перші прісноводні пеломедузові черепахи. |
| 115                  |  | Перші однопрохідні ссавці. |
| 110                  |  | Перші гесперорнісоподібні і зубасті ниряючі птахи. Перші двостулкові родин Limopsidae, Verticordiidae та Thyasiridae. |
| 106                  |  | У палеонтологічному літописі з'являється спинозавр, найбільший тероподний динозавр. |
| 100                  |  | Найперші бджоли. Викопний рід Мелітосфекс (лат. Melittosphex) вважається «вимерлою гілкою збирачів пилку з надродини Apoidea, дочірньої до сучасних бджіл», і датується нижньою крейдою. |
| 90                   |  | Вимирання іхтіозаврів. Найранніші змії і двостулкові нукуланіди. Значна диверсифікація у ангіоспермів: магноліїд, розид, гамамелісових, однодольних і імбиря. Найперші екземпляри кліщів. |
| 80                   |  | Перші мурахи (сфекомірма Фрея) і терміти. |
| 70                   |  | Збільшення видового розмаїття у багатогорбозубих ссавців. Перші двостулкові родини Yoldiidae. |
| 68                   |  | У викопних шарах з'являється тиранозавр, найкрупніший наземний хижак Північної Америки. Перші види трицератопсів. |

#### Кайнозойська ера
Від 66,0 мільйонів років тому і дотепер
Кайнозой поділяється на палеоген █ (66 — 23,0), неоген █ (23,0 — 2,6) і четвертинний період █ (2,6 — наш час).
| Час       |  | Подія |
| --------- |  | --- |
| 65,5 Ma   |  | На півострові Юкатан впав 10-кілометровий астероїд, створивши кратер розміром 180 км і спричинивши цунамі заввишки 50—100 метрів. Енергія падіння склала 100000 гігатон в тротиловому еквіваленті. Крім очевидних катастрофічних наслідків у вигляді ударної хвилі і цунамі, це зіткнення викинуло в атмосферу на значну висоту багато пилу й сірки. Ці частинки могли осідати близько року, що зменшило в цей період кількість сонячної енергії, яка досягає земної поверхні, на 10-20 %. Існують припущення, що удар припав на великі поклади нафти і вона, потрапивши в повітря, вибухнула, що пояснює наявність крихітних вуглецевих сфер діаметром близько 50 мікрометрів у відкладах цього періоду. Існують гіпотези, що це падіння було лише одним із кількох, на що вказує наявність кратера Шива біля Індії та Бовтиського кратера в Україні. Падіння великого тіла поруч з Індією могло спричинити виверження трапів Деканського плато. Приблизно в ту ж епоху і виникає потужний вулканізм в Індії, що сильно і дуже швидко змінює клімат Землі і ставить динозаврів на грань загибелі. Ланцюг цих подій призводить до крейдового вимирання, яке знищило близько половини всіх видів тварин, включаючи мозазаврів, птерозаврів, плезіозаврів, амонітів, белемнітів, рудистових і іноцерамідових двостулкових, більшу частину планктонних форамініфер і всіх динозаврів, виключаючи їх нащадків — птахів. |
| Від 65 Ma |  | Швидко поширюються хвойні і гінкгові у високих широтах, а також ссавці, які стають домінантним класом. З'являються перші псаммобіїди. Швидко зростає кількість видів мурах. |
| 63 Ma     |  | Еволюціонування креодонтів, важливої групи м'ясоїдних ссавців. |
| 60 Ma     |  | Диверсифікація великих нелітаючих птахів. З'являються перші справжні примати, а також перші двостулкові семеліди, неповнозубі, хижі, комахоїдні ссавці і сови. Стають численними предки м'ясоїдних ссавців (міациди). |
| 56 Ma     |  | Гасторніс, великий нелітаючий птах, з'являється у викопних шарах і стає надхижаком свого періоду. |
| 55 Ma     |  | Підвищується розмаїття груп сучасних птахів (перші співочі птахи, папуги, гагари, серпокрильці, дятли, перший кит Himalayacetus), найранніші гризуни, зайці, броненосці, поява сирен, хоботних, непарнокопитних і парнокопитних ссавців в викопних рештках. Збільшується розмаїття квіткових рослин. З'являється одна з давніх оселедцевих акул, рання акула-мако (лат. Isurus hastalis). |
| 52 Ma     |  | З'явилися перші кажани (Onychonycteris). |
| 50 Ma     |  | Вершина розмаїття динофлагелят і наноскам'янілостей (nanofossils), зростання розмаїття у двостулкових Pholadomyoida і гетерокон. З'являються бронтотериди, тапіри, носорогові і верблюди. Зростає розмаїття приматів. |
| 40 Ma     |  | Виникають сучасні форми метеликів і молей. Вимирають гасторніси. Базилозавр, один з перших гігантських китів, з'являється в скам'янілостях. |
| 37 Ma     |  | Перші хижаки німравіди («несправжні шаблезубі») — ці види не мають стосунку до сучасних видів кішок. |
| 35 Ma     |  | Злаки розвиваються з квіткових і луки починають бурхливо рости і ширитися. Незначне збільшення розмаїття холодостійких остракод і форамініфер, а також значне вимирання черевоногих (равликів), плазунів і земноводних. Починають з'являтися групи багатьох сучасних ссавців: перші гліптодонти, гігантські лінивці, собаки, пекарієві, а також перші орли і соколи. Розмаїття у зубатих і вусатих китів. |
| 33 Ma     |  | Поява тилацинід (баджцинус, Badjcinus). |
| 30 Ma     |  | Перші вусоногі та евкаліпти, вимирання ембрітоподових і бронтотеріевих ссавців, найраніші кабани та кішки. |
| 28 Ma     |  | У викопних шарах з'являється парацератеріум, найбільший сухопутний ссавець, що коли-небудь жив на Землі. |
| 25 Ma     |  | Перші олені. |
| 20 Ma     |  | Перші жирафи і гігантські мурахоїди, збільшення розмаїття у птахів. |
| 15 Ma     |  | У викопних шарах з'являються мастодонти, перші порожнисторогі і кенгуру. Збільшення різноманітності Австралійської мегафауни. |
| 10 Ma     |  | Луки й савани міцно зайняли своє місце на землі. Збільшення різноманітності комах, особливо мурах та термітів. У коней збільшуються розміри тіла і розвиваються передні верхні зуби. Значне збільшення різноманітності у лугових ссавців і змій. |
| 6,5 Ma    |  | Перший гомінін (сахельантроп). |
| 6 Ma      |  | Диверсифікація у австралопітекових (оррорін, ардипітек) |
| 5 Ma      |  | Перші деревні лінивці та бегемоти, різноманітність у лугових травоїдних, великих м'ясоїдних ссавців, нірних гризунів, кенгуру, птахів і малих м'ясоїдних. Стерв'ятники (Vultures) набирають у розмірах. Зменшення кількості непарнокопитних ссавців, вимирання м'ясоїдних німравід. |
| 4,8 Ma    |  | У палеонтологічному літописі з'являються мамонти. |
| 4 Ma      |  | Еволюція австралопітеків. З'являється ступендеміс (Stupendemys), стаючи найбільшою прісноводною черепахою. |
| 3 Ma      |  | Великий міжамериканський обмін, коли різні наземні і прісноводні фауни мігрують між Північною і Південною Америкою. Броненосці, опосуми, колібрі та вампірові кажани заселяють Північну Америку, в той час як тапіри, шаблезубі кішки (saber-toothed cats) і олені мігрують до Південної Америки. З'являються перші короткоморді ведмеді (арктодус). |
| 2,7 Ma    |  | Еволюція парантропів. |
| 2,5 Ma    |  | З'являються перші види смілодонів. |
| 2 Ma      |  | У палеонтологічному літописі з'являються перші види роду людей (лат. Homo). У високих широтах відбувається диверсифікація хвойних. В Індії з'являється ймовірний предок великої рогатої худоби тур. |
| 1,7 Ma    |  | Вимирання австралопітекових. |
| 1,6 Ma    |  | Дипротодон, найбільше відоме сумчасте, яке коли-небудь існувало на Землі, з'являється у викопних шарах. Цей представник Австралійської мегафауни проіснував приблизно півтора мільйона років і вимер близько 40 000 до н. е. |
| 1,2 Ma    |  | Еволюція людини-попередника (лат. Homo antecessor). Вимирають останні популяції парантропів. |
| 600 ka    |  | Еволюція гейдельберзької людини (лат. Homo heidelbergensis). |
| 350 ka    |  | Еволюція неандертальців. |
| 300 ka    |  | В Азії вимирають гігантопітеки, гігантські родичі орангутанів. |
| 200 ka    |  | В Африці з'являється анатомічно сучасна людина. Близько 50 000 років тому вона почала колонізацію інших континентів, заміщаючи неандертальців в Європі та інших гомінін в Азії. |
| 73,5 ka   |  | Виверження вулкана Тоба, яке призвело до різкого скорочення чисельності різних видів живих істот, включаючи людину. Населення Землі знизилося приблизно до 10 000 (або навіть до 1000) пар, що створило в еволюції людини ефект пляшкового горла. Деякі дослідники вважають, що після виверження відбулося глобальне похолодання, яке тривало близько 1000 років. |
| 41 ka     |  | Денисівська людина живе в великій печері на території, яка населена також неандертальцями і сучасними людьми. Її еволюційне розходження з неандертальціями сталося близько 640 тис. років тому. |
| 40 ka     |  | Вимирають останні відомі гігантські варани (мегаланії). |
| 33 ka     |  | Перші викопні свідоцтва одомашення собаки. |
| 30 ka     |  | Вимирання неандертальця. |
| 15 ka     |  | Останній з волохатих носорогів (лат. Coelodonta) вмирає. |
| 11 ka     |  | Гігантські короткоморді ведмеді (арктодуси) зникають із Північної Америки разом із останніми гігантськими лінивцями. В Північній Америці вимирають усі коневі. |
| 10 ka     |  | Настає епоха голоцену, одразу після останнього льодового максимуму. Останні материкові популяції волохатого мамонта (лат. Mammuthus primigenius) вимирають, так само як і останні смілодони. |
| 6 ka      |  | Маленькі популяції американських мастодонтів вимирають в областях Юти і Мічигану. |
| 4,5 ka    |  | На острові Врангеля зникають останні особини карликового підвиду шерстистого мамонта. |
| 384 рт    |  | Вимирають останні тури (лат. Bos primigenius). |
| 65 рт     |  | 7 вересня 1936 року в Тасманійському зоопарку помирає останній сумчастий вовк. |

## Доповнення
1. ↑  Робота групи вчених 2011 року каже, що шанси на утворення в планетній системі планети з масою як мінімум в половину земної, і в якої є супутник з масою не менше половини маси Місяця, близькі до 1/12. Lenta.ru [Архівовано 14 серпня 2011 у Wayback Machine.], BBC News [Архівовано 2011-09-02 у Wayback Machine.], doi:10.1016/j.icarus.2011.05.025
2. ↑  «Через те, що Місяць допоміг стабілізувати нахил земної осі, клімат Землі перестав коливатися від одних екстремальних умов до інших. Без такої стабілізації різкі сезонні зміни клімату, швидше за все, знищили б навіть найбільш пристосовані форми життя.»
Making the Moon [Архівовано 20 листопада 2009 у Wayback Machine.] Astrobiology Magazine. (URL accessed on August 7, 2010)
3. ↑  «Однак, як тільки Земля досить охолола, десь в перші 700 мільйонів років свого існування, в атмосфері почали формуватися хмари і Земля увійшла в нову фазу розвитку.» How the Oceans Formed [Архівовано 5 лютого 2005 у Wayback Machine.] (URL accessed on January 9, 2005)
4. ↑  «У періоді між 4,5 та 3,8 мільярдами років тому в Сонячній системі не було жодного місця, безпечного від величезного арсеналу астероїдів і комет, які залишилися від формування планет. Сліп і Занл порахували, що, найімовірніше, Землю періодично бомбардували об'єкти розміром до 500 кілометрів.» Geophysicist Sleep: Martian underground may have harbored early life [Архівовано 10 жовтня 2009 у Wayback Machine.] (URL accessed on January 9, 2005)
5. ↑  Прості багатоклітинні організми, такі як червоні водорості, розвинулися вже 1 200 мільйонів років тому.
6. ↑  До цього більшість організмів були простими: складалися з індивідуальних клітин, які утворювали колонії. 610 000 000 років тому з'явилася аспідела, але не чітко не зрозуміло, чи є вона складною формою життя. Joseph G. Meerta, Anatoly S. Gibsherb, Natalia M. Levashovac, Warren C. Gricea, George D. Kamenova and Alexander B. Ryabinin. Glaciation and ~ 770 Ma Ediacara (?) Fossils from the Lesser Karatau Microcontinent, Kazakhstan // Gondwana Research. — 2011. — Vol. 19, iss. 4. — P. 867-880. — DOI:10.1016/j.gr.2010.11.008..
7. ↑  «Найдавніші викопні сліди, коли-небудь знайдені на землі, говорять нам про те, що тварини могли вибити рослини з природної ніші первісних морів. Істоти розмірами з лобстер і схожі на багатоніжку або слимака, такі як протихніти (Protichnites) і клімактихніти (Climactichnites) залишали сліди, вибираючись з океанів і розповзаючись по піщаних дюнах приблизно 530 мільйонів років тому. Попередні викопні сліди показували, що тварини вибралися на сушу тільки 40 мільйонів років тому.» Найдавніші викопні відбитки слідів на землі [Архівовано 2 листопада 2013 у Wayback Machine.]
8. ↑  Можливою причиною став рух Гондвани до області південного полюса, що призвело до глобального похолодання, заледеніння і падіння рівня світового океану, що послідувало за ним
9. ↑  «Найдавніші викопні відкривають еволюцію безсудинних рослин від середини до пізнього ордовицького періоду (~ 450—440 Ma) на прикладі викопних спор.» Transition of plants to land [Архівовано 2 листопада 2013 у Wayback Machine.]
10. ↑  «Наземні рослини походять від харових водоростей, про що говорять певні спільні морфологічні й біохімічні риси.» The first land plants [Архівовано 1 січня 2018 у Wayback Machine.]
11. ↑  Сліди предків акул зустрічаються за 200 мільйонів років до появи слідів найперших динозаврів. Introduction to shark evolution, geologic time and age determination [Архівовано 7 грудня 2017 у Wayback Machine.]
12. ↑  «Віруси майже всіх основних груп організмів: тварин, рослин, грибів, бактерій і архей — можливо, розвинулися разом зі своїми носіями ще в морях, враховуючи те, що більша частина еволюції на нашій планеті відбувалася там. Це також означає, що віруси, швидше за все, прийшли з води, разом зі своїми різноманітними носіями, під час успішних хвиль колонізації ними суші.» Origins of Viruses [Архівовано 9 травня 2009 у Wayback Machine.] (URL accessed on January 9, 2005)
13. ↑  Ймовірно, археоптерикс не був предком сучасних птахів, а лише представником бічної гілки ящерів, яка не досягла еволюційного успіху. http://lenta.ru/articles/2011/07/29/archaeopteryx/ [Архівовано 14 листопада 2011 у Wayback Machine.]
14. ↑  Найдавніший викопний відбиток квіткової рослини, найраніший повний евдікот Leefructus mirus, відноситься до періоду 123—126 млн років Вчені знайшли давню квіткову рослину [Архівовано 15 вересня 2011 у Wayback Machine.]